# Jävlaranamma

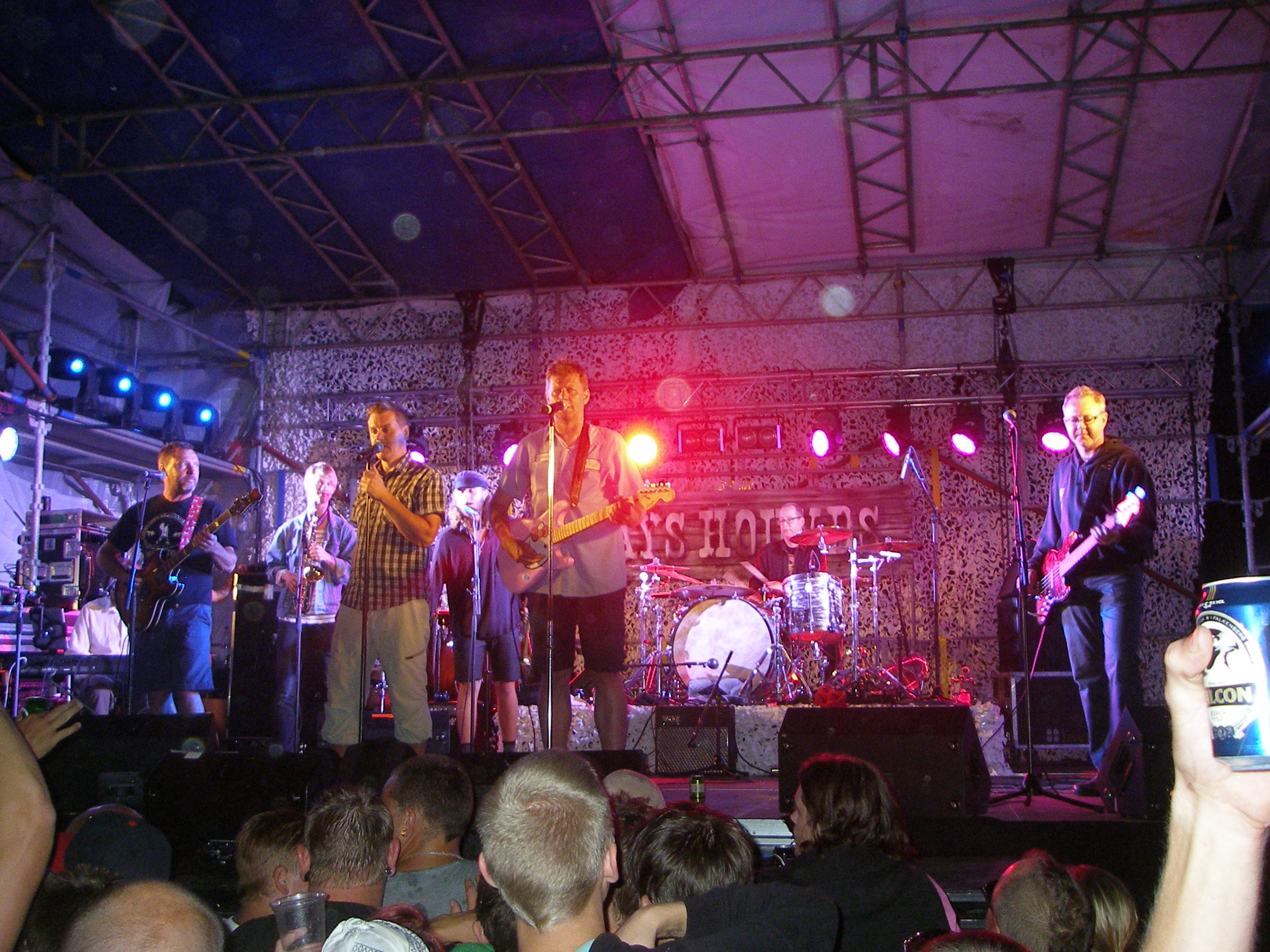
Jävlaranamma uppträder på Mopperocken i Hällesåker, 2013.

Jävlaranamma är en humoristisk musikgrupp från Göteborg, relaterad till traditionen göteborgshumor. Jävlaranamma räknas vanligen som en punk- eller proggrupp, men rör sig också i många fall nära musikgenren könsrock.
Gruppen bildades från duon "Robinsson Crouse and the Crouseberries" i mitten av 1980-talet. Till en början hette de "Monsieur Krysell and the Very Fast Räcerbilers". Jävlaranamma gjorde sig först och främst populära inom studentikosa kretsar och spelade flitigt på högskolor och universitet runt om i Sverige. I början av 1990-talet spelade bandet en låt på TV-programmet Listan.

## Medlemmar
- Jörgen Schelander (sång och gitarr)
- Carl Patrik Krysell (elbas, bas och gitarr)
- Staffan Lindahl (trummor)
- Stellan Carlsson (gitarr och "speciella instrument")
- Tony Edebjörk (percussion)
- Thomas Edelgård (klaviatur)
- Oscar Bäcklin (saxofon)
- Anton Jacobson (trumpet)
- Ida Gidlund (Koklocka)
- Emma Knyckare (Skönsång/Medveten om viktiga saker)

### Tidigare
- Tom Glasberg (sång)
- Charlie Storm (klaviatur/producent)
- Martin Svanström (procentare)

## Diskografi

### Album
- 1988 – Falmskärm
- 1995 – Skinkankare
- 1996 – Hajbymania – ännu en julskiva
- 1997 – 50 år
- 1998 – Max 1,5% sväng
- 1999 – Fin i kanten
- 2000 – Det bästa från TV-serien (som Robinsson-Jörgen och Jesu Pôjk)
- 2008 – Älskade Göteborg
- 2010 – Jävlaranamma och deras publik sjunger och spelar (Live)
- 2011 – Merry Påskmas
- 2011 – Hemma är bäst
- 2012 – Moses Christ Superstar
- 2012 – Titiyopaketet
- 2013 – Devils Enema
- 2020 – Gör Det Själv
- 2024 – Sellout

### Singlar
- 1990 – Kälek / Surt sa räven
- 1999 – Marie / Tre franska garcons (featuring Fletch)
- 2008 – Förtroendet / 1982